# Helena de Constantinopla
Flávia Júlia Helena (em latim: Flavia Iulia Helena; Drepanon, 246/248 - Constantinopla, 330), também conhecida como Santa Helena, Helena Augusta, e Helena de Constantinopla, foi a primeira mulher de Constâncio Cloro, e mãe do imperador romano Constantino. Como nunca recebeu o título oficial de 'Imperatriz de Roma' como esposa do imperador, a maior parte dos historiadores defende que Helena nunca foi casada oficialmente com Constâncio, tendo sua união recebido apenas um reconhecimento superficial. De acordo com a tradição cristã, teria sido ela quem descobriu o local de crucificação de Jesus Cristo, tendo sido lá erguida a Basílica do Santo Sepulcro.

## Origens familiares
Helena nasceu numa família modesta de Drepanon, cidade na província de Bitínia, na Ásia Menor (atual Turquia). Quando conheceu Constâncio Cloro era apenas uma serva e este ainda não tinha o título de César. Por esta razão, não existiu uma oposição à relação. Por motivos políticos, Constâncio divorciou-se de Helena para se casar com Flávia Maximiana Teodora, que era filha natural ou adotiva do imperador Maximiano, que o tinha nomeado como co-regente.

## Augusta
Quando Constantino se tornou imperador em 306, Helena saiu da situação marginal em que se encontrara nos últimos treze anos. Helena adquiriu poder, tendo financiado a construção da nova capital do império, Constantinopla. Em 324 recebeu o título de Augusta, junto com a sua nora, Flávia Máxima Fausta.
Helena converteu-se ao cristianismo e algumas tradições fazem dela responsável pela conversão do filho, que em 313 tinha mandado publicar o Édito de Milão através do qual se passava a tolerar o cristianismo.

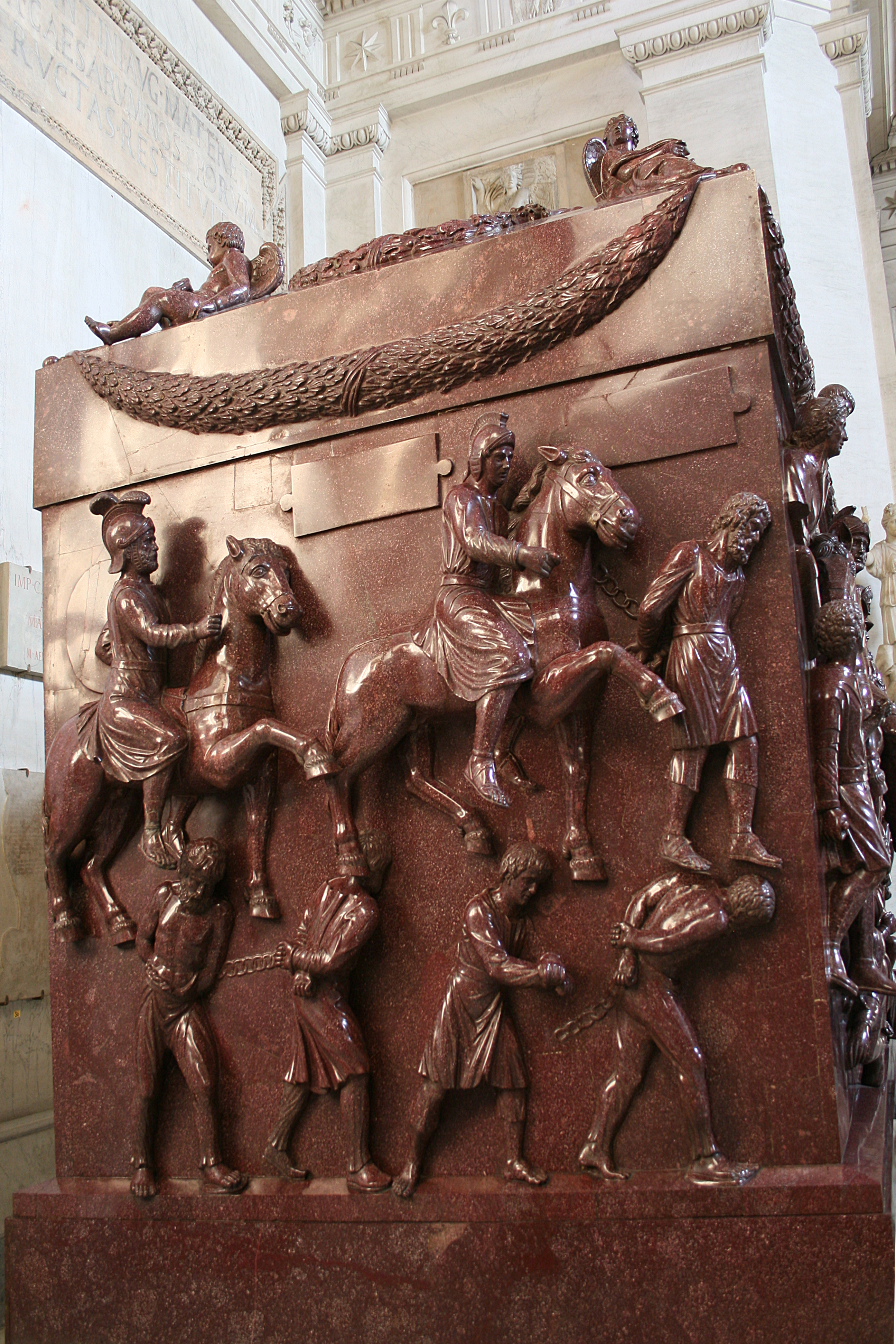
Sarcófago Santa Helena - Museo Pio-Clementino (Vaticano).

Helena gostava muito do seu neto mais velho, Crispus Caesar (filho de Constantino e de Minervina, uma relação ocorrida antes do casamento com Fausta), que foi nomeado pelo pai governante da Gália. Contudo, por volta de 326 Constantino decretou a execução de Crispus, então com vinte anos, que teria tentado seduzir a madrasta. Em vingança pela morte do neto, Helena teria mandado matar Fausta, embora não existam provas cabais disso.

## Helena em Palestina
Logo após a morte de Fausta, Helena, que teria já perto de oitenta anos, fez uma peregrinação à Palestina. Lá dedicou-se a identificar os alegados locais onde se teria passado episódios da vida de Jesus Cristo. Ordenou a construção de igrejas, como a da Natividade em Belém e o Santo Sepulcro em Jerusalém. Helena faleceu pouco tempo depois de ter regressado da peregrinação, em Constantinopla, tendo sido sepultada em Roma.
Em 337 foi anunciado que a cruz onde Cristo foi crucificado (Vera Cruz ou Cruz Verdadeira) teria sido descoberta no Gólgota, tendo Helena sido identificada pela tradição com esta descoberta em finais do século IV.